# Daniel Díaz (ciclista)
Daniel Ricardo Díaz (nascido em 7 de julho de 1989) é um ciclista argentino, da equipe brasileira Soul Brasil Pro Cycling.

## Carreira
Em 2012, Daniel ficou em segundo lugar da classificação geral do Tour de San Luis e venceu a classificação geral desta mesma competição, em 2013.
Participou, representando a Argentina, dos Jogos Olímpicos de Verão de 2016 na modalidade do ciclismo de estrada.